# Richard Rohr
Richard Rohr (* 20. března 1943, Kansas USA) je františkánský kazatel a spisovatel.

## Životopis
Richard Rohr se narodil 20. března 1943 ve městě Topeca, ve státě Kansas v USA jako syn německých rodičů (kteří ho ale kvůli válečné situaci nenaučili německy). V roce 1961 vstoupil do františkánského řádu. Vystudoval teologii ve františkánském semináři a v roce 1970 byl vysvěcen na kněze. V roce 1971 založil rodinnou komunitu New Jerusalem v Cincinnati, ve státě Ohio. Je jedním ze zakladatelů charizmatické obnovy v USA, byť v současnosti se již tímto směrem neangažuje. Dnes je Richard Rohr mezinárodně známý kazatel a vedoucí exercicií. V roce 1986 založil Centrum pro akci a kontemplaci v Albuquerque ve státě Nové Mexiko, USA.

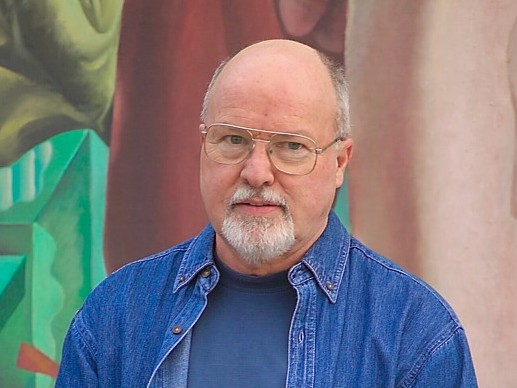
Richard Rohr

V současné době žije poblíž františkánské komunity v Albuquerque a dělí svůj čas mezi místní službu a kázání a vyučování na všech kontinentech.
Znám je zejména díky svým početným audio (a video) kazetám, které vydává již od sedmdesátých let.

## Práce
Za své prvotní povolání považuje šíření evangelia a k tomuto cíli používá mnoha prostředků: integraci akce a kontemplace, tvorbu komunit, záležitosti míru a spravedlnosti, mužskou spiritualitu, enneagram (který je ovšem původně ezoterický, a tedy podle Vojtěcha Kodeta nevhodný a dokonce nebezpečný), ekologickou spiritualitu a další.
Richard Rohr je jedním z mála teologů, kteří se soustředí na to, jak oslovit muže, aby naplno žili své křesťanství. Několikrát také navštívil ČR a Slovensko.